# Neira (Caldas)
Pour les articles homonymes, voir Neira.

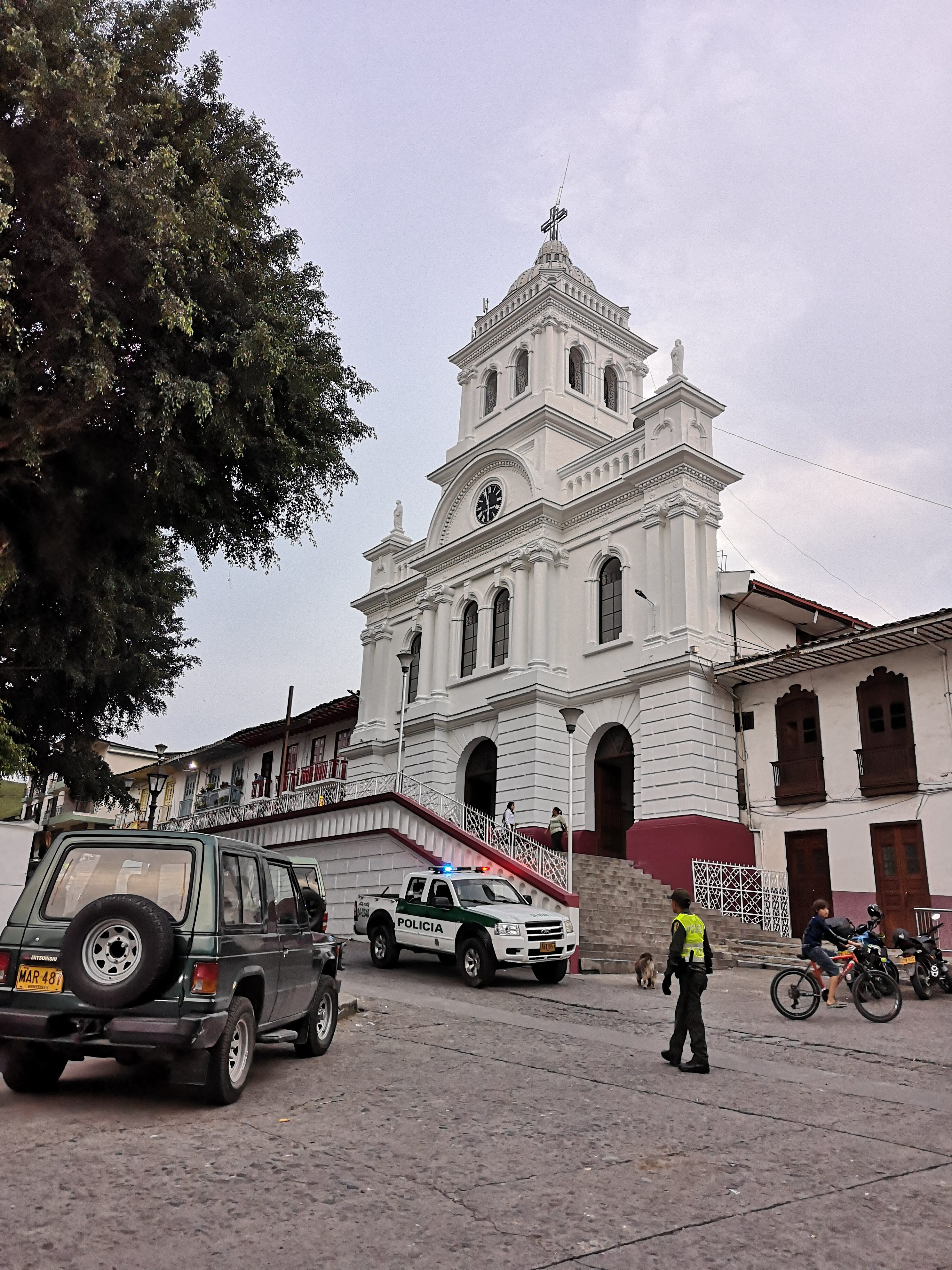

Neira est une municipalité située dans le département de Caldas, en Colombie.